# Young Bride
Young Bride è un film del 1932 diretto da William Seiter.
La sceneggiatura si basa sul lavoro teatrale Veneer di Hugh Stanislaus Stange andato in scena a Broadway in prima il 12 novembre 1929.

## Produzione
Il film fu prodotto dalla RKO Pathé Pictures.

## Distribuzione
Distribuito dalla RKO-Pathé Distributing Corp., il film uscì nelle sale cinematografiche statunitensi l'8 aprile 1932.